# Костома
Костома — село в Ореховском сельском поселении Галичского района Костромской области России. 

## География
Село расположено на берегу речки Костомки.

## История
С середины 16 века и до начала 19 века село Костома с приходскими деревнями Варюхино, Гавренево и др. находилось во владении Троице-Сергиева монастыря (Лавры). А население относилось к монастырским крестьянам.
В XVI - серед. XVIII вв. село Костома по административно-территориальному делению в составе Костромского уезда. 
А по делению внутри Костромского уезда село входило в Шачебольский стан, Судиславской округи. Также встречается упоминание села, относившегося к Буегородской осаде.
С 29.05.1719г. находилось в Шачебольском стане, Судиславского уезда, Костромской провинции, Московской губернии 
с 06.03.1778г. в Шачебольском стане, Судиславского уезда, Костромского наместничества, 
а с образованием 12.12.1796г. Костромской губернии, село Костома с деревнями было включено в Галичский уезд этой губернии.
Согласно Спискам населенных мест Российской империи в 1872 году село относилось к 1 стану Галичского уезда Костромской губернии. В нём числилось 105 дворов, проживало 257 мужчин и 383 женщины. В селе находилось костомское волостное правление, имелась православная церковь, проводились ярмарки.
Согласно переписи населения 1897 года в селе проживало 670 человек (267 мужчин и 403 женщины).
Согласно Списку населенных мест Костромской губернии в 1907 году село относилось к Костомской волости Галичского уезда Костромской губернии. По сведениям волостного правления за 1907 год в нём числилось 129 крестьянских дворов и 578 жителей. В селе имелись школа, больница, находился овчинный завод. Основными занятием жителей села, помимо земледелия, были работа плотниками и малярами, сельскохозяйственные работы.
С 01 октября 1929 года село Костома входило в Ивановскую промышленную область.
С 11 марта 1936 по 13 августа 1944г. село Костома с окружающими деревнями в составе Ореховского района Ярославской области.
С 13 августа 1944г. в составе Костромской области.
До муниципальной реформы 2010 года село являлось административным центром Костомского сельского поселения.

## Известные люди
В селе родились:
- Смирнов, Павел Васильевич (1894—1954) — советский государственный деятель.
- Турунов, Геннадий Сергеевич (1925—45) — Герой Советского Союза.
- Потехин, Сергей Александрович (1951 - наст.время) - Поэт, Член Союза писателей России с 1992 года